# Parux
Parux är en kommun i departementet Meurthe-et-Moselle i regionen Grand Est (tidigare regionen Lorraine) i nordöstra Frankrike. Kommunen ligger i kantonen Cirey-sur-Vezouze som tillhör arrondissementet Lunéville. År 2022 hade Parux 72 invånare.

## Befolkningsutveckling
Antalet invånare i kommunen Parux
| Referens: INSEE |